# Фестивал професионалних позоришта Војводине
Фестивал професионалних позоришта Војводине (раније под називом Сусрети позоришта Војводине) основан је 1947. године  а у континуитету се одржава до данас, што га чини најстаријим позоришним фестивалом у региону. Организатор Фестивала је Заједница професионалних позоришта Војводине која окупља сва покрајинска позоришта.
На Фестивалу професионалних позоришта Војводине изводе се како целовечерње тако и представе за децу на свим језицима националних мањина у Војводини што доприноси неговању и очувању мултикултуралности и заједништва.

## Историја Фестивала
Ова манифестација је први пут изведена у Новом Саду од 12. априла до 30. маја 1947. године. Наредне, 1948. године, такође је одржана у Новом Саду, али се након тога почиње селити по војвођанским градовима у којима постоје професионална позоришта.
Иницијатива стварању овог Фестивала покренута је од Повереништва за просвету Главног извршног одбора Скупштине Војводине. Оно је бринуло о организацији Фестивала до 1951. године.
Наредних неколико година настају прекиди у одржавању Фестивала јер је организовање препуштено самим позориштима која се тек уходавају у планском и систематском неговању међусобне сарадње. 
Од 1960. бригу о организовању манифестације преузима новоосновано Стално саветовање војвођанских позоришта које је формирано у Вршцу.
Од 1969. надлежност преузима Заједница професионалних позоришта Војводине, основана у Новом Саду.

## Учесници Фестивала
Током првих пет година постојања, у програму су учествовала искључиво војвођанска професионална позоришта, са по две до четири представе. Касније је учешће војвођанских позоришта сведено на једну представу, а укључују се представе позоришта изван Војводине, из земље и иностранства. Временом ова манифестација добија све изразитији такмичарски карактер. Од 1959. се на њој редовно додељују новчане награде за најбоља уметничка остварења која у оквиру овог програма прикажу позоришта из Војводине.
На Фестивалу су учествовала позоришта из Београда, Ниша, Крагујевца, Лесковца, Ужица, Пирота, Приштине, Загреба, Подгорице, Осијека, Зенице, Сегедина и Кечкемета, Темишвара, Решице, Таргу Муреша и Клужа и Бјалистока итд.
Опера и Балет Српског народног позоришта су стални гости, као и Драмски одсек Академије уметности Универзитета у Новом Саду и аматерска позоришта словачке, румунске и русинске народности.

## Циљеви Фестивала
- Интензивирање позоришног живота  у срединама где се одржавају,
- пропагирање и популаризација драмске уметности,
- олакшавање непосредне размене стваралачких искустава међу позориштима,
- подстицање њихове сарадње и учвршћивање међусобне повезаности и заједништва,
- додељивањем награда стимулисање уметничких прегнућа глумаца, редитеља, сценографа, костимографа и других уметничких сарадника у раду на представама.
- Путем гостујућих представа неговање сарадње и успостављање непосредних контаката са позориштима изван Војводине.[3]

## Пропратни програм Фестивала
Од 1953. године, поред одржавања представа, додатно се се организују и пропратни програми културног и уметничког садржаја, типа: књижевне вечери, изложбе, концерти, стручна саветовања, предавања и сл.
Од 1969. године објављује се билтен који бележи сва важнија збивања за време трајања Фестивала. Такође се од тада редовно организују и јавни разговори о представама приказаним у такмичарском делу.

## Жири Фестивала
У раду жирија учествовао је велик број угледних позоришних стручњака (драмских писаца, редитеља, глумаца, сценографа, критичара и др.), међу којима и: Младен Лесковац, Бошко Петровић, Тодор Манојловић, Мата Милошевић, Мира Ступица, Миленко Шербан, Бранко Плеша, Боро Драшковић, Ласло Патаки, Ференц Деак, Богдан Чиплић, Момчило Миланков, Ђорђе Лебовић и други.

## Фестивал на цедилу
Године 2022. се Председништво Заједнице професионалних позоришта Војводине обратило сеСаопштењем где наводи да у континуитету остаје без адекватне подршке од стране – пре свега Покрајинског секретаријата за културу, јавно информисање и односе са верским заједницама, а затим и Министарства културе Републике Србије. Због недовољних средстава се поставља питање: Коме је, и да ли је потребан овај Фестивал? Сумирањем резултата после 71. Фестивала, видело се да уз одобрена минорна средства којим се располагало, често и уз закаснеле уплате, Председништво Заједнице професионалних позоришта Војводине, није више у могућности да одржава Фестивал на нивоу на којем је био последњих седам деценија постојања.
Од 2018. до 2023. године се Фестивал одржавао искључиво у Народном позоришту „Тоша Јовановић“ у Зрењанину. Ово позориште је као изузетан организатор био и град домаћин Фестивала највећи број пута. Други разлог томе је што једино Град Зрењанин одобрава стална средстава намењен Фестивалу.
Године 2024. године, 73. Фестивал се одржава у Суботици и по речима Александре Гловацки, селекторке Фестивала професионалних позоришта Војводине, пропадање позоришта у Србији је стабилно, и то због малих улагања, пропадања зграда, недостатка грејања зими, мањка глумаца, бинских радника и занатлија. Због недостатка средстава, Заједница професионалних позоришта Војводине  није у могућности да плаћа свој сајт, па је одустала и од њега.